# Halle de Caylus
La halle de Caylus est un monument situé au centre de la ville sur la place de la mairie dans le département de Tarn-et-Garonne, en France en région Midi-Pyrénées.

## Histoire
Elle fut déplacée et agrandie de 1905 à 1908 de l'autre côté de la place car elle gênait la circulation pour le marché.
Elle est classée aux monuments historiques en 1900.

## Galerie

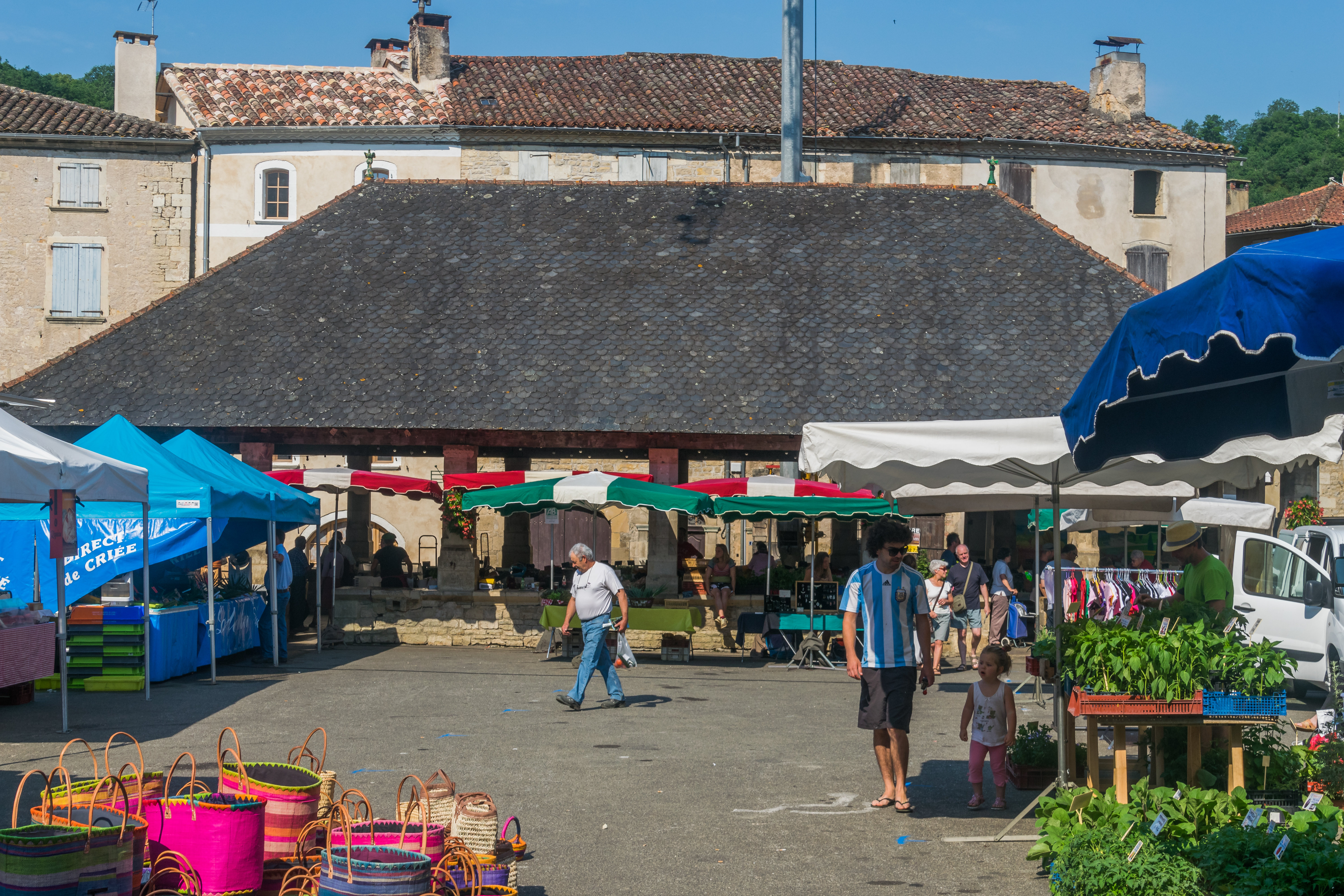
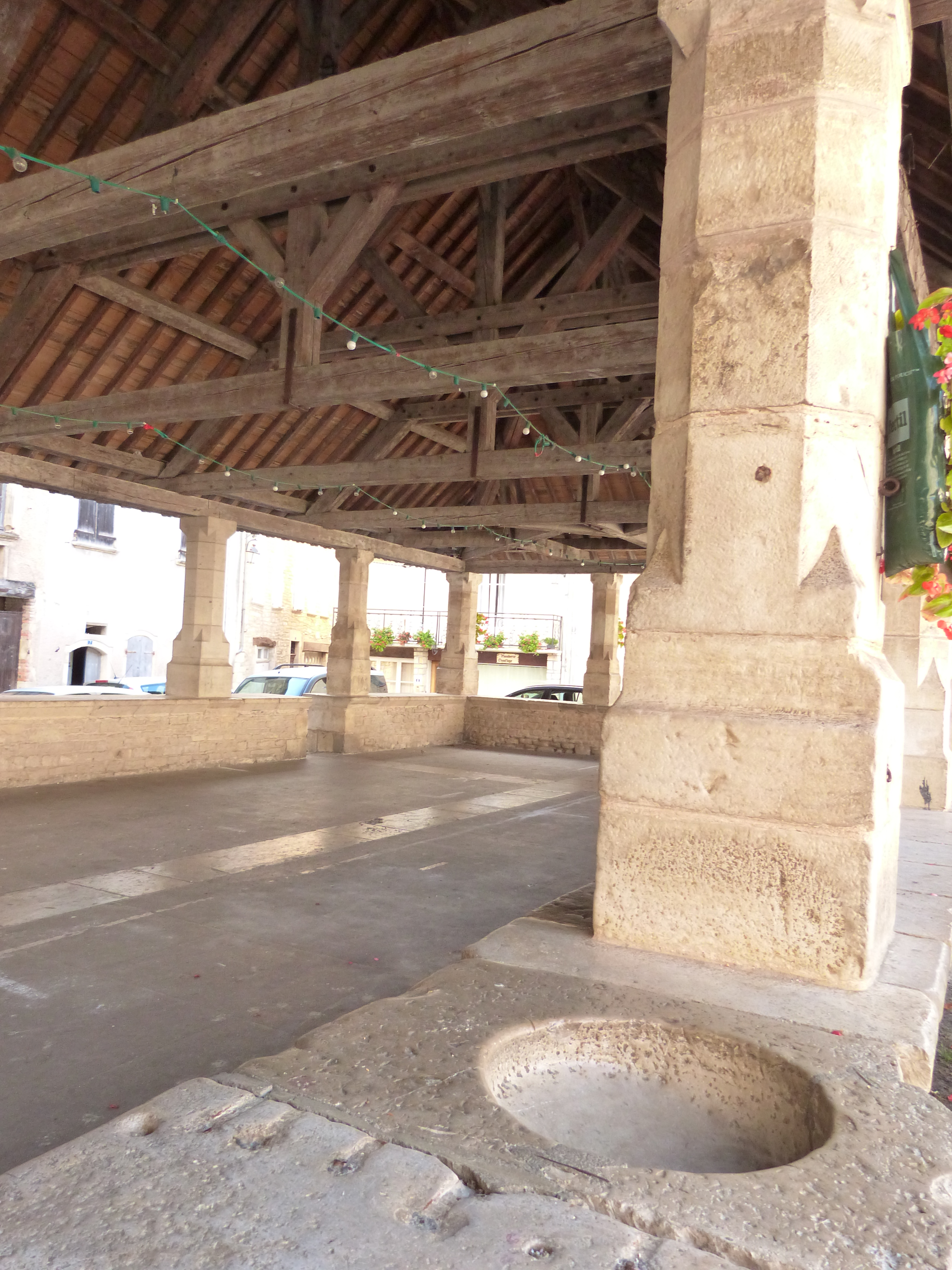
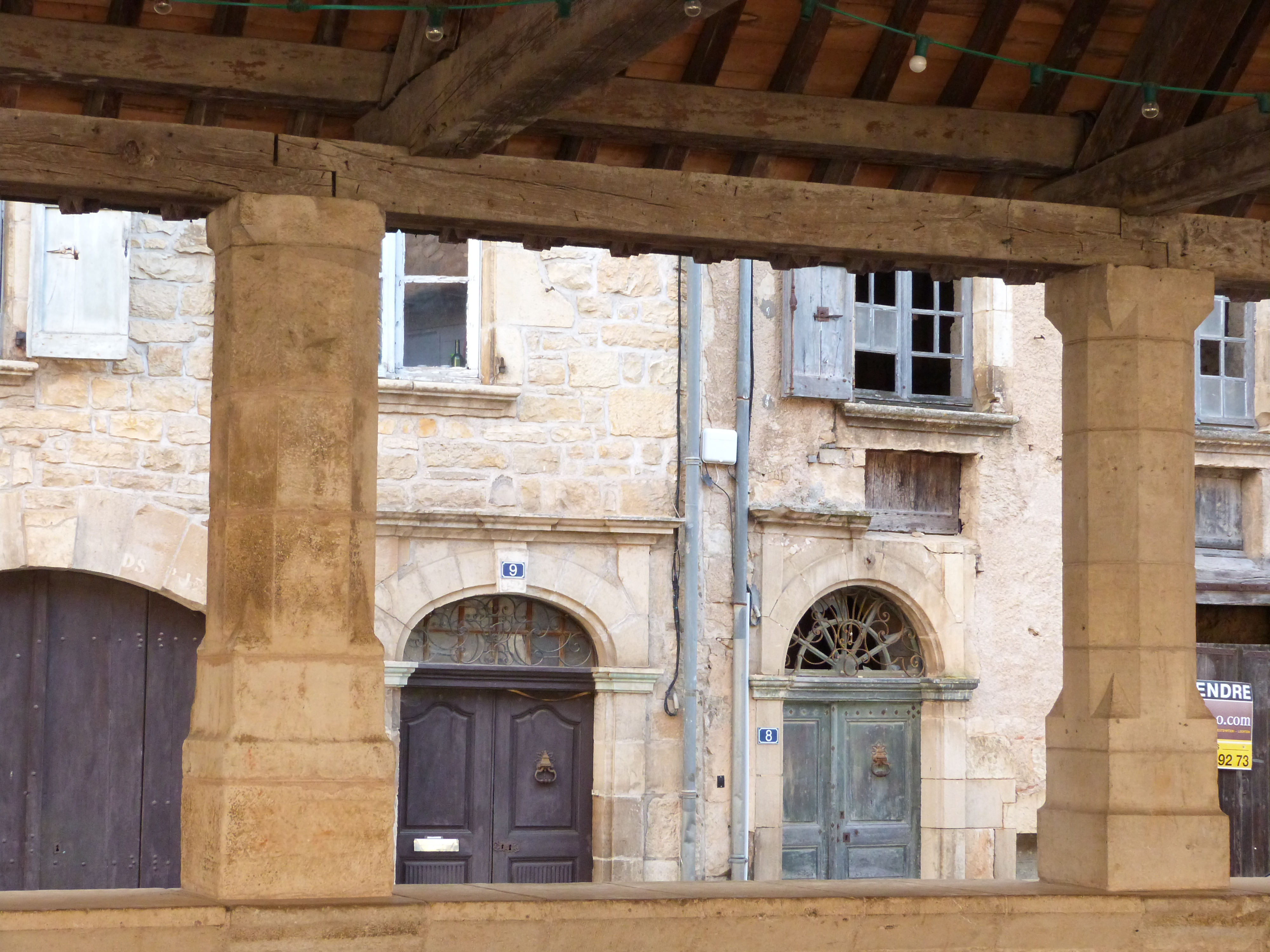
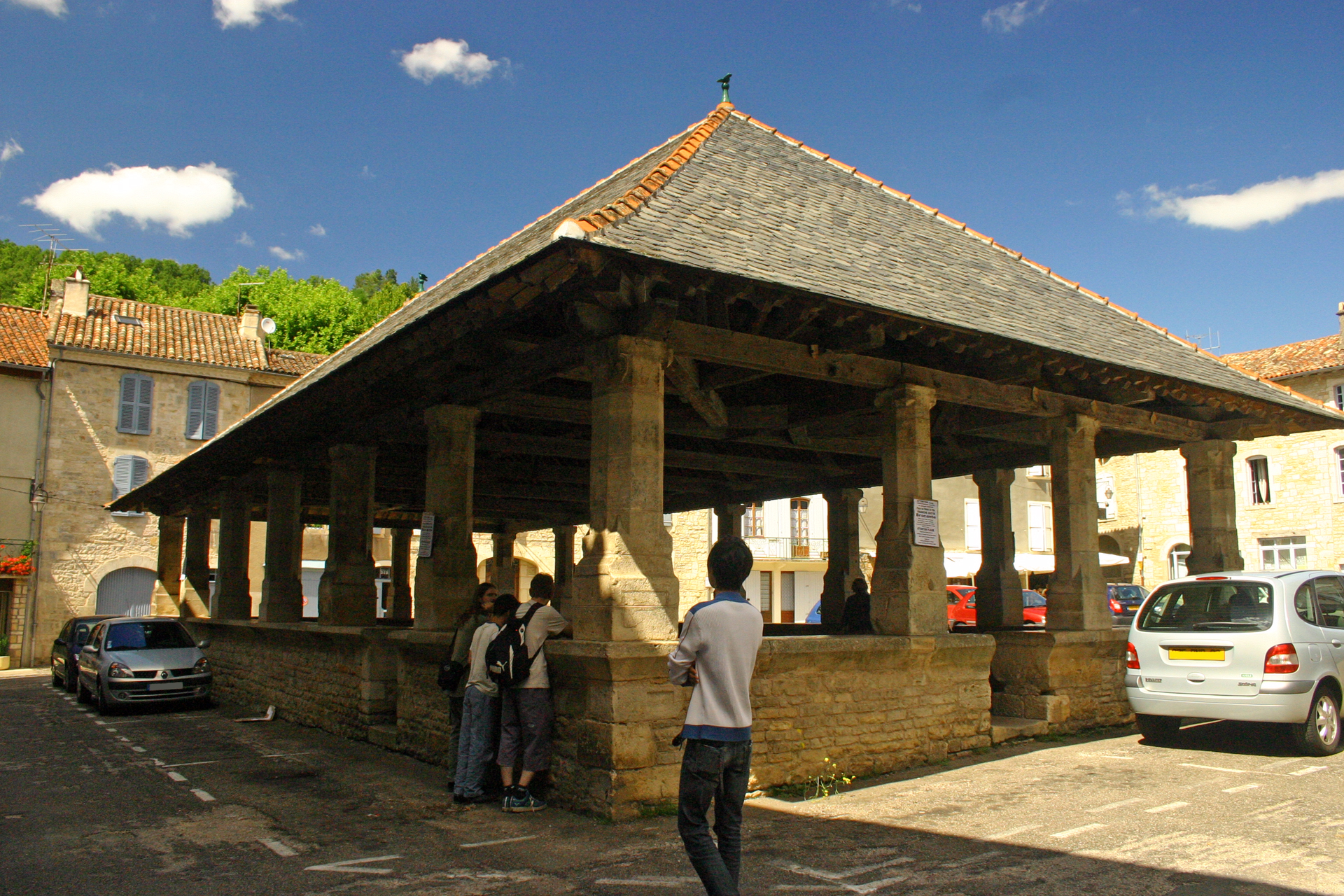